# Цветан Лазаров (инженер)
Вижте пояснителната страница за други личности с името Цветан Лазаров.
Цветан Лазаров Лазаров е български инженер и професор. Той е най-продуктивният български авиоконструктор (самолети „ДАР“, „КБ“ и „ЛАЗ“) и учен в областта на авиацията работил в България.

## Образование и професионална дейност

### Образование
През 1926 г. завършва Висшето техническо училище в Берлин по специалност „Машиностроене и самолетостроене“.

### Професионална дейност
- ВВС, летище Божурище, 1926 – 1932: инженер-конструктор, началник на конструктивната служба, аероинженер и началник на техническата служба. Поставя началото на поредица от собствени конструкции учебни самолети, произведени в Държавна аеропланна работилница (Божурище) – (ДАР – Божурище).
- „Капрони Български“ – Казанлък (италианска фирма за строеж на самолети), 1933 – 1936 г.: технически директор. Преработва основно и пуска в серийно производство тренировъчните 2-местни самолети от серията „Чучулига“.
- ВВС, 1936 – 1946: инженер-началник на конструктивната служба, Божурище; полкови аероинженер, Пловдив; началник на областната ремонтна работилница, Пловдив; технически началник, главен инженер и началник на производствения отдел, началник на Държавната самолетна фабрика (ДСФ), Ловеч.
- ВВС, 1946 – 1947: полковник, военно-технически началник, командир на полк, главен конструктор и технически директор на ДСФ – Ловеч, по-късно преименуван в Завод 14.
- ДИО „Металхим“, 1949 – 1952: съветник.

### Разработки
- ДАР – Божурище. Проектира и пуска в серийно производство учебните самолети ДАР-6, ДАР-6А, ДАР-9 „Синигер“ (произведени 48 броя) и прототипа на ДАР-10А „Бекас“.
- „Капрони Български“ АД – Казанлък. Преработва основно несполучливия и труден за управление учебно-тренировъчен самолет КБ-2УТ (уголемено копие на Caproni Ca.113) и пуска в серийно производство тренировъчните 2-местни самолети КБ-2А „Чучулига“, КБ-3А „Чучулига I“, КБ-4 „Чучулига II“, КБ-5 „Чучулига III“.
- По негови проекти и с участието на конструктори от ДСФ-Ловеч, са разработени самолетите ДАР-10Ф и тези носещи неговото име от поредицата „Лаз“ – Лаз-7, Лаз-7М, Лаз-8, Лаз-12. В Държавната самолетна фабрика са произведени 160 самолета тип Лаз-7 и 150 самолета тип Лаз-7М.

Съкращението LAZ се използва за ИКАО код, а LZ – за ИАТА код на авиокомпания „Балкан“, национален авиопревозвач през 1946 – 2002 г.; LZ се използва и от българските радиолюбители за обозначаване на националната им принадлежност.

## Преподавателска и научна дейност
- Военно училище (сега Военна академия „Раковски“ Архив на оригинала от 2007-01-28 в Wayback Machine.), София, 1929 – 1931: лектор по моторно дело и теория на летенето.
- Държавна политехника и МЕИ, 1948 – 1954: професор (1948) по теория на самолета и самолетостроенето и ръководител на Катедра „Самолетостроене“.
- Военно-техническа академия: началник на Техническата авиационна катедра.

Основни области на научна и преподавателска дейност: аеродинамика на самолета, самолетостроителни материали, конструиране, проектиране и изпитване на летателни апарати.
Основоположник на научните аеродинамични изследвания в България. Автор на 13 проекта за самолети, 1 – за хеликоптер, 1 – за безмоторен самолет.
Награден с Димитровска награда през 1961 г.

## Памет
На професор Цветан Лазаров е наречен булевард в София (Карта).